# Harry Boldt

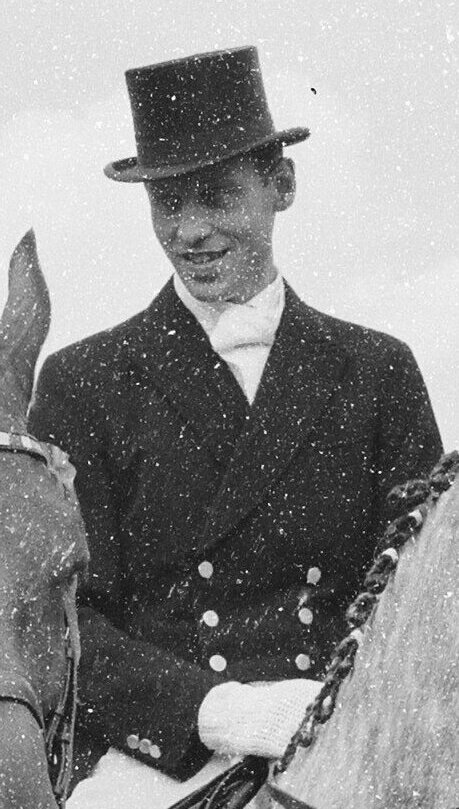
Harry Boldt (1962)

Harry Boldt (* 23. Februar 1930 in Insterburg) ist ein ehemaliger deutscher Dressurreiter.
Bei den Olympischen Sommerspielen 1964 in Tokio gewann er auf Remus die Silbermedaille im Dressurreiten hinter Henri Chammartin und wurde mit der Mannschaft Olympiasieger. Dafür wurde ihm am 11. Dezember 1964 das Silberne Lorbeerblatt als höchste sportliche Auszeichnung der Bundesrepublik verliehen.
Zwölf Jahre später gelang ihm bei den Olympischen Sommerspielen 1976 in Montreal mit Woycek der gleiche Erfolg. 1980 beendete er seine Karriere und wurde Bundestrainer für das Dressurreiten. Dieses Amt hatte er von 1981 bis 1996 inne. Unter ihm haben Reiter 50 Medaillen gewonnen, darunter 31 Mal Gold. 1989 wurde ihm von der FN der Titel des Reitmeisters verliehen. 1995 verlieh ihm die FN das Deutsche Reiterkreuz in Gold.
1978 veröffentlichte Boldt sein Buch Das Dressur-Pferd. Der Staat Grenada/Grenadines brachte zu seinen Ehren eine Briefmarke mit Reiter und Pferd heraus.
Boldt lebt seit Beginn der 1990er Jahre mit seiner Frau Margo in Australien.

## Werke (Bücher)
- Das Dressur-Pferd, Edition Haberbeck, Lage, 1978, ISBN 3-921879-03-5; inzwischen verlegt beim FN-Verlag der Deutschen Reiterlichen Vereinigung, ISBN 978-3-88542-760-5